# شریف سزر
شریف سزر ((به ترکی استانبولی: Şerif Sezer)؛ زادهٔ ۱ ژانویه ۱۹۴۳) هنرپیشه اهل کشور ترکیه است. از فیلم‌هایی که وی در آن نقش داشته است می‌توان جاده و پدرم و پسرم و رز سیاه را نام برد.